# Chylin (województwo mazowieckie)
Chylin – wieś sołecka w Polsce położona w województwie mazowieckim, w powiecie płockim, w gminie Mała Wieś. Leży przy drodze krajowej nr .
| SIMC    | Nazwa        | Rodzaj    |
| ------- | ------------ | --------- |
| 0570884 | Nowy Chylin  | część wsi |
| 0570890 | Stary Chylin | część wsi |

Wieś szlachecka Chylino położona była w drugiej połowie XVI wieku w ziemi wyszogrodzkiej. W latach 1975–1998 miejscowość administracyjnie należała do województwa płockiego.
W miejscowości została zlikwidowana szkoła podstawowa, a obecnie w jej budynku znajdują się mieszkania socjalne oraz działa świetlica środowiskowa, prowadzona przez Dom Pomocy Społecznej w Zakrzewie.